# Церковь Успения Пресвятой Богородицы (Пятигорск)
Храм Успения Пресвятой Богородицы — православный храм в Пятигорске. Относится к Пятигорской и Черкесской епархии.

## История
В 1825 году на главной площади станицы Горячеводской был построен казачий Храм в честь Успения Божией Матери. перевезённый в разобранном виде из станицы Дубовки Воронежской губернии.
Храм в своем окончательном виде строился, по всей видимости, при участии братьев Бернардацци — главных архитекторов города Пятигорска. 17 октября 1825 года состоялось освящение второго алтаря.
Сразу же после освящения храма была построена крепостная ограда в 125 саженей в высоту с 80 бойницами и 4 воротами. В случае набегов горцев все жители станицы могли укрыться за стенами крепости, где казаки могли выдерживать осаду по несколько дней. В плане храм имел форму четырёхугольного креста, греческого, равноконечного. Имел два алтаря.
В 1825 году была простроена каменная колокольня с деревянной надстройкой. В конце XIX века тесовые кровли были заменены железными. Незадолго до революции 1917 года деревянную конструкцию храма стали заменять каменной.
В конце 1920-х — начале 1930-х годов в Успенском храме служил священник Пётр Курлеев, который впоследствии был расстрелян. В последние 3 года перед своим арестом здесь служил архиепископ Пятигорский и Будёновский Мефодий (Абрамкин), изгнанный обновленцами из Михайловского храма.
В 1937 году храм был закрыт. В 1943 году он был снова открыт, но спустя шесть месяцев его снова закрыли. В здании был устроен кино-клуб, архитектурный облик был искажен, так как здание постепенно разбиралось. В 1971 году он был разобран совсем, тогда же была уничтожена и крепостная стена, памятник оборонной архитектуры XIX века (на его месте, по видимости, — кинотеатр «Октябрь»).
После закрытия храма православная община станицы Горячеводской собиралась для богослужений в разных домах верующих, пока в 1947 году был куплен дом с земельным участком, который был перестроен в молельный дом. Впоследствии неоднократно производилось расширение храмового здания, так как оно не вмещало всех молящихся.
В 1992 году на базарной площади, на месте, где находился старый Успенский храм, был поставлен крест в память о убиенных священнослужителях и казаках. Здесь же построили храм-часовню в честь Новомучеников и Исповедников Российских. Активное участие в строительстве часовни принимали Горячеводские казаки.

## Расположение
Расположен по адресу: Ставропольский край, город Пятигорск, посёлок Горячеводский, ул. Солнечная, 37. тел. 31-20-80